# Baray

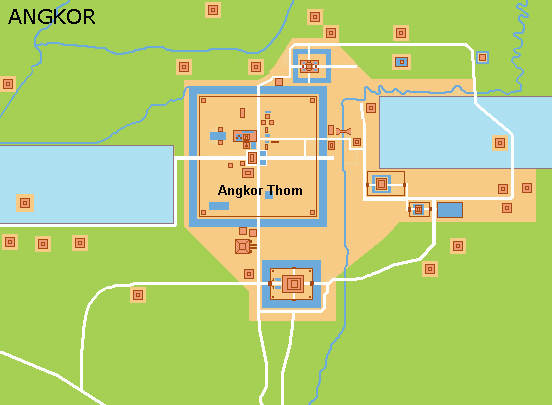
Plànol d'Angkor Thom mostrant la disposició dels barays.

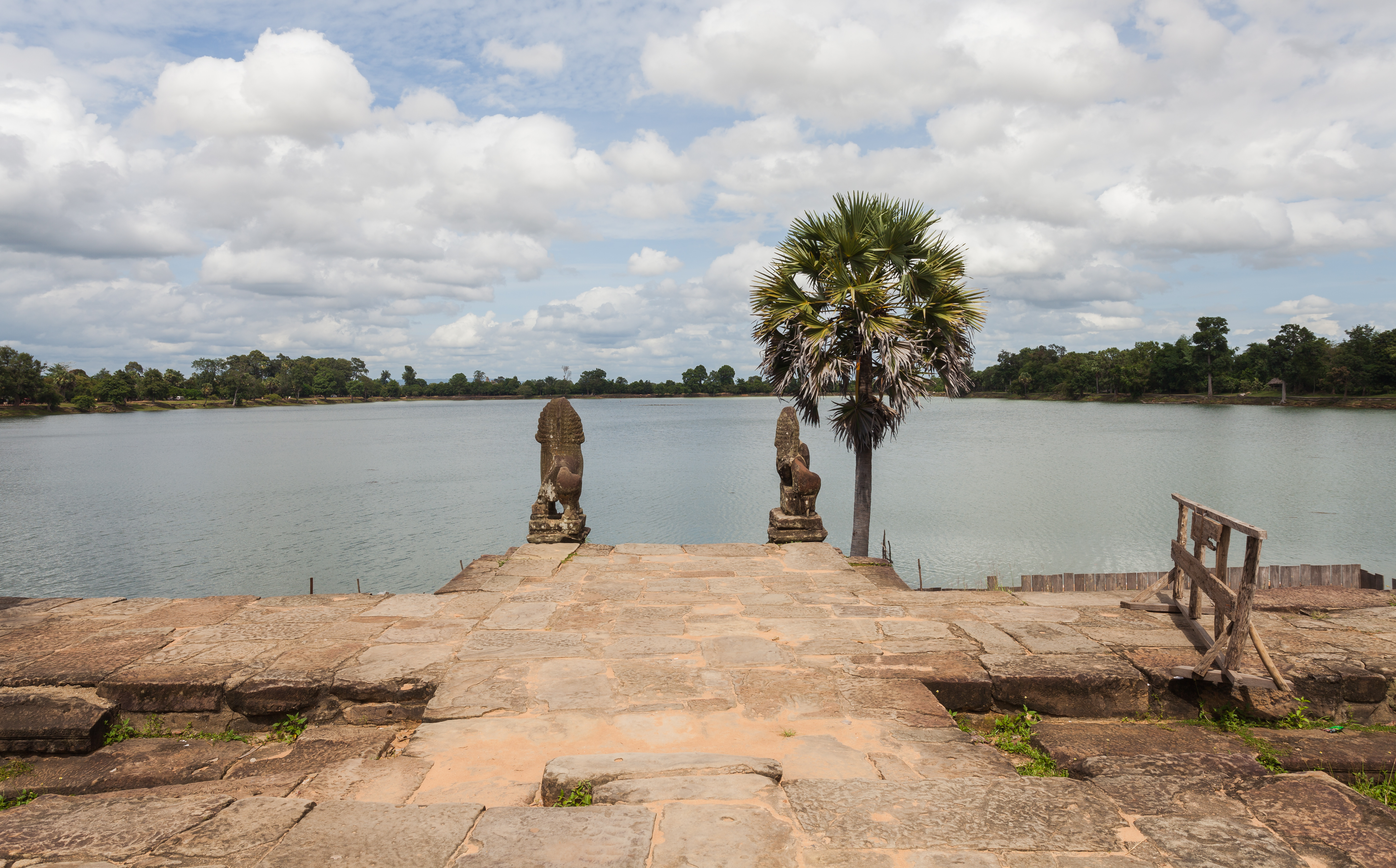
Baray Srah Srang.

Un baray (en khmer: បារាយណ៍, mot provinent del sànscrit per "embassament" o "estany") és un embassament artificial característic del complex arquitectònic-urbà construït en l'època de l'Imperi Khmer al sud-est asiàtic. En realitat, embassaments similars ja estaven presents en complexos urbans d'èpoques anteriors, com a Angkor Borei.
Al sud-est asiàtic, el clima alterna mesos sencers de sequera amb els mesos del monsó. Per garantir un subministrament constant d'aigua, regular la producció d'arròs i controlar les inundacions, es van construir una xarxa de canals, séquies i embassaments. Els barays van formar part del desenvolupament que es va introduir per a la gestió eficient de l'aigua. Quan els rius arribaven a desbordar-se, com és el cas del riu Mekong, s'inundaven els camps fins que a un altre moment les aigües retrocedirien, deixant un llim que fertilitza la terra i així poder plantar arròs. Però amb esforços coordinats van aconseguir embassar l'aigua sobrant en barays que, juntament a un sistema de pendent natural de canals d'irrigació primaris i secundaris, van poder abastir els camps durant l'estació seca per aconseguir més collites.
Els barays tenien forma rectangular i es van crear mitjançant la construcció de dics, a diferència dels srah que eren mitjançant excavació. Té unaprofunditat de només uns pocs metres. En gairebé tots els casos, l'eix principal segueix el desenvolupament de l'orientació est-oest dels temples d'Angkor (excepte el Rahal de Koh Ker). De vegades els barays contenen illes artificials obre les que hi edificaren temples-muntanya. Per aquesta característica a aquests temples se'ls sol anomenar Mebon (com és el cas, per exemple, del Mebon oriental o el Mebon occidental).
Els historiadors estan dividits sobre el significat i les funcions dels barays. El propòsit podia ser exclusivament l'abastiment d'aigua dels camps d'arròs, però també es contempla que fossin edificacions primàriament espirituals, formant part d'un paisatge sagrat que simbolitzés la Mar de la Creació que envolta el Mont Meru, font del cosmos hinduista i del sagrat riu Ganges (a Angkor el riu Siem Reap). Molt possiblement però, la funció dels barays fos una combinació d'ambdues.
La construcció de barays va poder haver-se originat de la tradició de construir grans embassaments en l'Índia Oriental.
Els barays més coneguts són el Baray oriental i l'occidental, a Angkor. El baray oriental fou el primer en ser construït. Erigit a finals del segle ix, durant el regnat de Yasodharapura, tenia una capacitat de seixanta milions de metres cúbics d'aigua. El segon fou encara més gran (les seves dimensions són de 8 x 2,2 km) i fou excavat a mà durant el regnat de Suryavaman I. A més d'aquests dos barays n'existeixen d'altres, ja secs, i ruïnes d'aquestes estructures a tots els principals complexos d'Angkor, com ara Banteay Chhmar, Koh Ker o Prasat Bakan.